# 19521 Chaos
Caos (19521 Chaos) è un oggetto transnettuniano di discrete dimensioni.

## Storia
Caos è stato scoperto il 17 aprile 1999 dall'Osservatorio di Kitt Peak, nell'ambito del progetto Deep Ecliptic Survey. L'Unione Astronomica Internazionale lo ha battezzato come il Caos, lo stato primevo di esistenza da cui, secondo la mitologia greca, ebbero origine le prime divinità; in precedenza era noto tramite la designazione provvisoria 1998 WH24.

## Parametri orbitali
L'orbita di Caos non presenta fenomeni di risonanza orbitale con i corpi principali del sistema solare esterno; l'oggetto si può quindi definire un cubewano.